# Уторопські соленосні джерела
У́торо́пські солено́сні джере́ла — гідрологічна пам'ятка природи місцевого значення в Україні. Розташована на території Косівського району Івано-Франківської області в селі Уторопи.
Включає в себе ряд природних джерел із солоною водою. Охоронювана площа становить 2 га, статус отриманий у 1996 році. Перебуває у віданні Уторопської сільської ради.
З Уторопських соленосних джерел в минулому видобували ропу, з якої виварювали харчову сіль. Через обумовлений російсько-українською війною дефіцит промислової солі (пов'язаний зі знищенням виробничих потужностей у Соледарі) в 2022 році цей промисел було відновлено на кустарному рівні.